# محمدآباد (خلیل‌آباد)
محمدآباد نام روستایی از توابع بخش مرکزی شهرستان خلیل‌آباد در استان خراسان رضوی است. این روستا در دهستان حومه قرار دارد و برپایهٔ سرشماری مرکز آمار ایران در سال ۱۳۸۵، جمعیت آن ۶۱۲ نفر (۱۶۷ خانوار) بوده است.